# Фейд-Рота
Фейд-Рота Харконен (на английски: Feyd-Rautha Harkonnen) е ключов герой във фантастичния роман Дюн от Франк Хърбърт.
Фейд-Рота е по-малкият племенник на барон Владимир Харконен и е основна фигура в плановете на барона за взимане на властта. За кратко той в „на-барон“ - наследник на трона. Барон Владимир Харконен планира да ожени Фейд за принцеса Ирулан Корино, най-възрастната дъщеря на император Шедъм IV и чрез този брак да спечели по-голяма власт. За да покаже могъществото на Фейд, баронът го изпраща като управник на Аракис след период на тирания при управлението на по-големия племенник, Глосу Рабан. Така Фейд е представен като спасител на хората.